# Regan Charles-Cook
Regan Evans Charles-Cook (* 14. Februar 1997 in Lewisham, London), oder kurz Regan Charles-Cook, ist ein englisch-grenadischer Fußballspieler auf der Position eines Linksaußen. Er ist aktuell für die KAS Eupen in Belgien und die Grenadische Fußballnationalmannschaft aktiv.

## Karriere

### Verein
Regan Charles-Cook begann seine Karriere in der Jugend des FC Arsenal, bei dem auch sein drei Jahre älterer Bruder Reice gespielt hatte. Im Jahr 2013 wechselte er innerhalb von London zu Charlton Athletic. Für die „Addicks“ gab er im Alter von 18 Jahren sein Debüt in der Profimannschaft, als er im August 2015 im Ligapokalspiel gegen Dagenham & Redbridge in der Startelf stand. Im weiteren Verlauf der Saison debütierte er auch in der zweiten englischen Liga, als er gegen Hull City für El Hadji Ba eingewechselt wurde. In den folgenden Jahren verbrachte er einige Zeit im Juniorenbereich von Charlton, zuletzt im Jahr 2018 in der U23. Dazwischen wurde er ab 2017 an Solihull Moors und den FC Woking in die fünftklassige National League verliehen.
Im Mai 2018 nahm ihn der englische Drittligist FC Gillingham unter Vertrag. Bei seinem neuen Verein blieb Charles-Cook meist die Jokerrolle vorbehalten. Von 41 Partien, die er in zwei Jahren in Gillingham absolvierte, wurde er zwanzig Mal eingewechselt. Nachdem sein Vertrag ausgelaufen war, wechselte er im Juni 2020 nach Schottland zu Ross County. In der Saison 2021/22 wurde er zusammen mit Giorgos Giakoumakis von Celtic Glasgow Torschützenkönig in der Scottish Premiership.
Mitte Juni 2022 wechselte Charles-Cook ablösefrei zum belgischen Erstdivisionär KAS Eupen und unterzeichnete einen Dreijahresvertrag. In seiner ersten Saison bestritt er 31 von 34 möglichen Ligaspielen, in denen er sechs Tore schoss, sowie ein Pokalspiel für Eupen. In der nächsten Saison waren es 32 von 36 möglichen Ligaspielen, in denen er vier Tore schoss. Die Saison endete mit dem Abstieg der KAS Eupen in die Division 1B.

### Nationalmannschaft
Im Juli 2021 wurde Charles-Cook neben Shavon John-Brown, Omar Beckles und seinen Bruder Reice Charles-Cook, von Nationaltrainer Michael Findlay in den Kader der grenadischen Fußballnationalmannschaft für den Gold Cup 2021 berufen. Sein Debüt für die Spice Boyz gab er am 13. Juli 2021 gegen die Mannschaft aus Honduras (0:4). Er gehörte während des Turniers zur Startelf und kam auch in den Vorrundenspielen gegen Katar (0:4) und Panama (1:3) zum Einsatz.